# Aptenoperissus
Aptenoperissus — викопний рід паразитичних перетинчастокрилих комах, єдиний відомий у родині Aptenoperissidae. Існував у кінці крейдового періоду (99 млн років тому). Відомий з інклюзів у бірманському бурштині, на основі яких описано декілька видів.

## Історія
У жовтні 2016 року науковці опублікували статтю з описом нового виду комахи, що виявлена в бурштині з долини Гукаунг у М'янмі. Це була безкрила самиця паразитичної оси. Новий вид назвали Aptenoperissus burmanicus та призначили до новоствореної родини Aptenoperissidae. За двома довгими шпорами на кожні гомілці родину віднесли до надродини церафроноїдних (Ceraphronoidea). Однак у 2017 році в тому ж бірманському бурштині були виявлені крилаті самці Aptenoperissus, після вивчення яких стало зрозуміло, що це родина відноситься до примітивнішої надродини стефаноїдних їздців (Stephanoidea).

## Опис
Безкрила самиця завдовжки до 4 мм. Задні кінцівки призначені для стрибання. Швидше за все, самиці Aptenoperissus втратили крила тому, що вони заважали їй лазити під корою дерев або в лісовій підстилці — це ж характерно і для деяких самиць сучасних перетинчастокрилих. Судячи з короткого і товстого яйцеклада, самиці відкладали свої яйця в нерухомих господарів з твердими покривами — в лялечки або яйця інших комах.
Серед унікальних рис Aptenoperissus — його колінчаті антени. Кожна з них складається з довгого першого членика (його наявність властива, наприклад, мурашкам) і прикріпленого до нього «джгутики» з безлічі більш дрібних члеників. У сучасних перетинчастокрилих два ці ознаки часто зустрічаються окремо, але ніколи не поєднуються разом. Швидше за все, такі антени допомагали самиці вивчати потенційну жертву (наприклад, лялечку) перед тим, як відкласти в неї яйце.
На відміну від безкрилих самиць, самці Aptenoperissus мають крила. Але у них є також колінчаті антени і шпори на гомілках, так що їх приналежність до однієї родини питань не викликає. Крила самцям були потрібні, що знайти максимальну кількість самиць для спарювання.

## Види
- Aptenoperissus amabilis Zhang and Rasnitsyn, 2017
- Aptenoperissus burmanicus Rasnitsyn & Poinar, 2016
- Aptenoperissus delicatus Zhang and Rasnitsyn 2017
- Aptenoperissus etius Rasnitsyn & Öhm-Kühnle, 2018
- Aptenoperissus formosus Zhang and Rasnitsyn, 2017
- Aptenoperissus magnifemoris Rasnitsyn & Öhm-Kühnle, 2018
- Aptenoperissus pusillus Rasnitsyn & Öhm-Kühnle, 2018
- Aptenoperissus zonalis Zhang and Rasnitsyn, 2018